# Careproctus

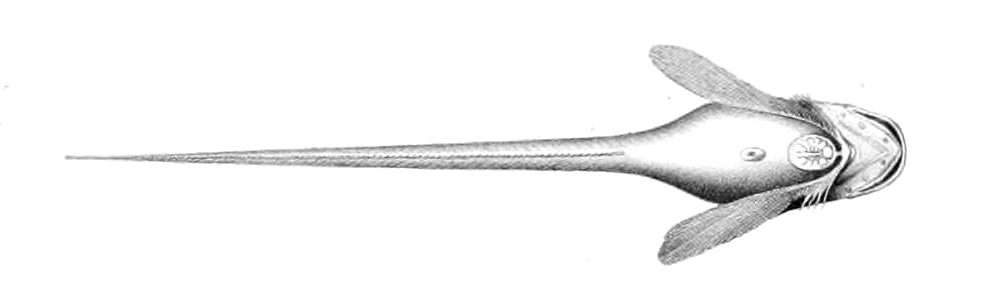
Careproctus reinhardti

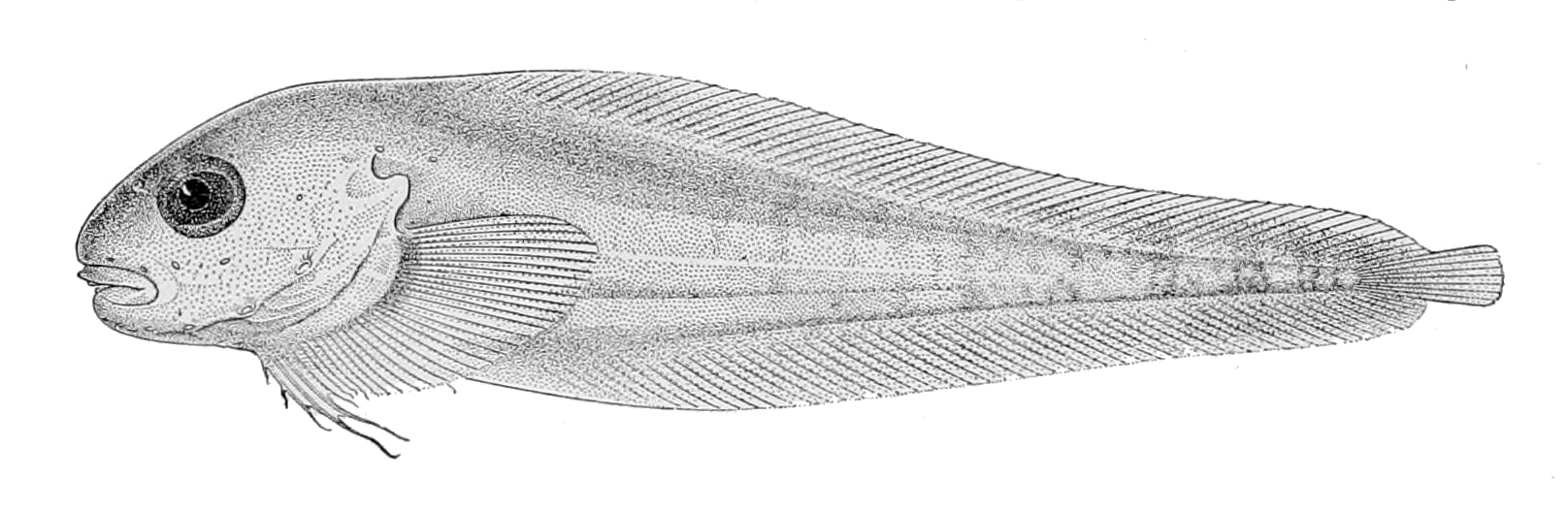
Careproctus bowersianus

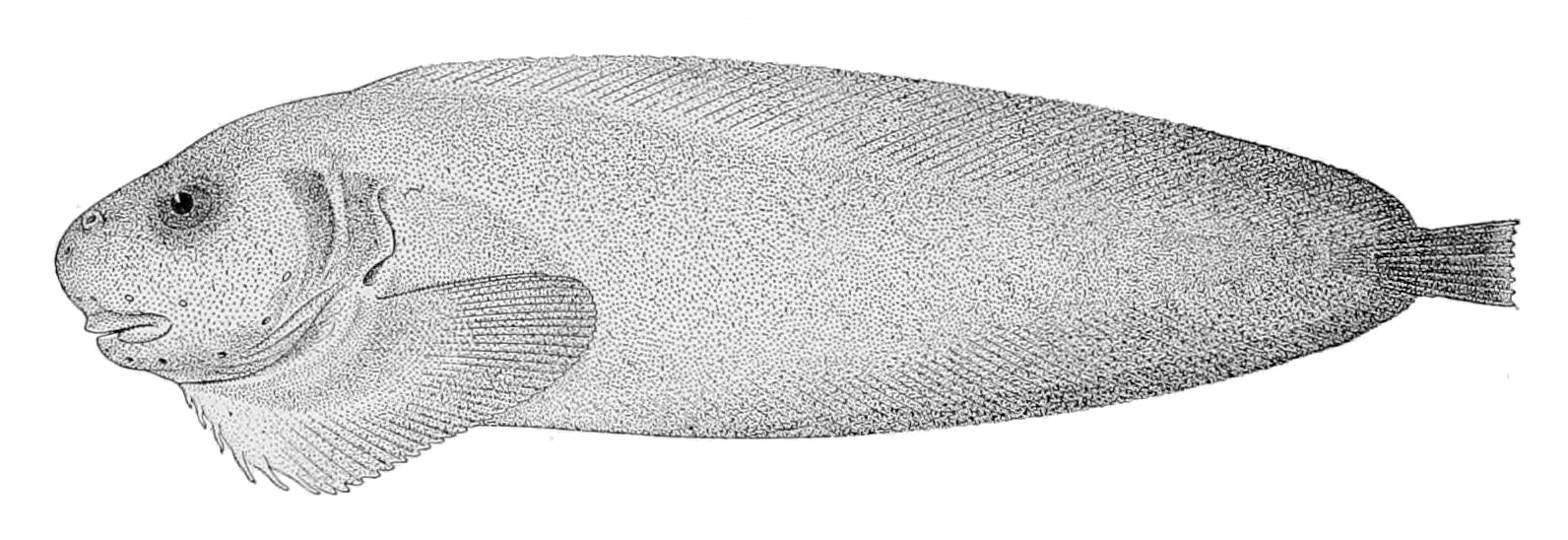
Careproctus furcellus

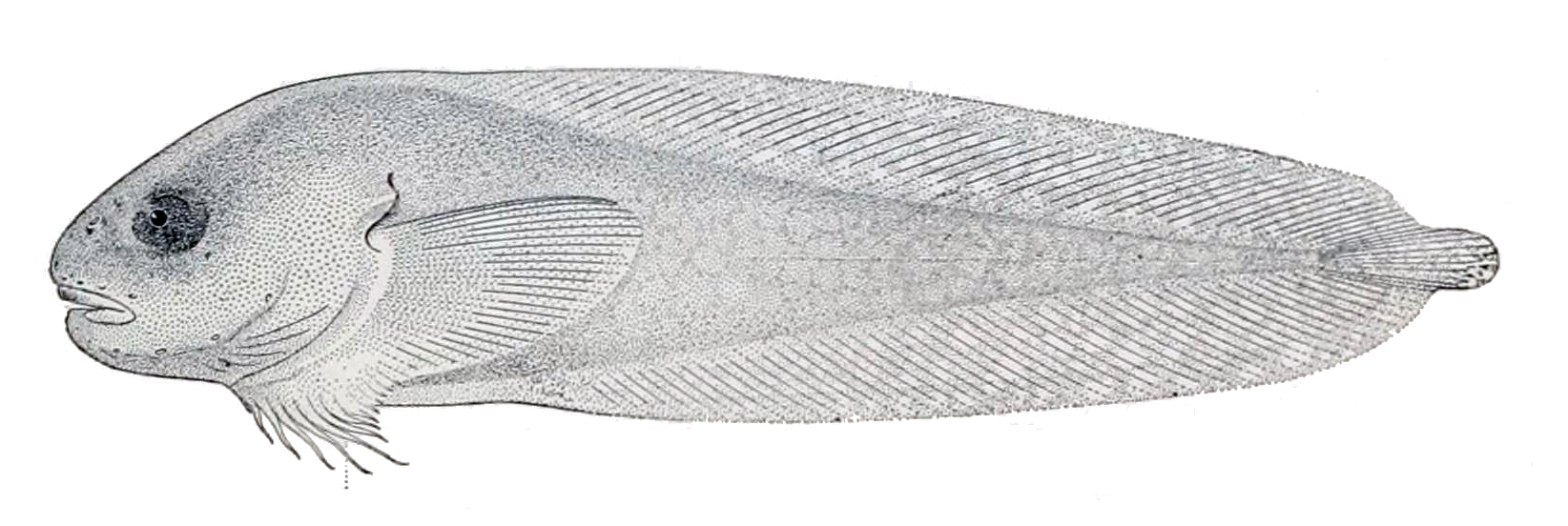
Careproctus mollis

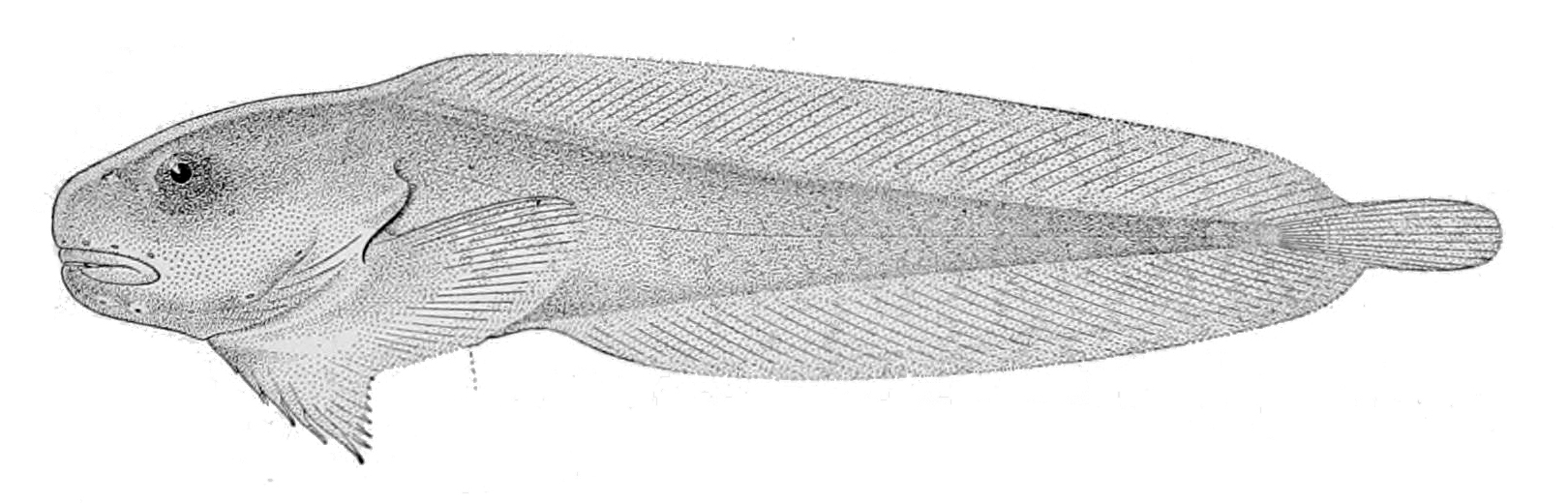
Careproctus opisthotremus

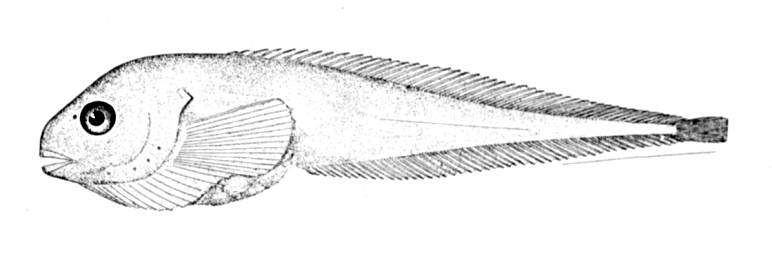
Careproctus ranula

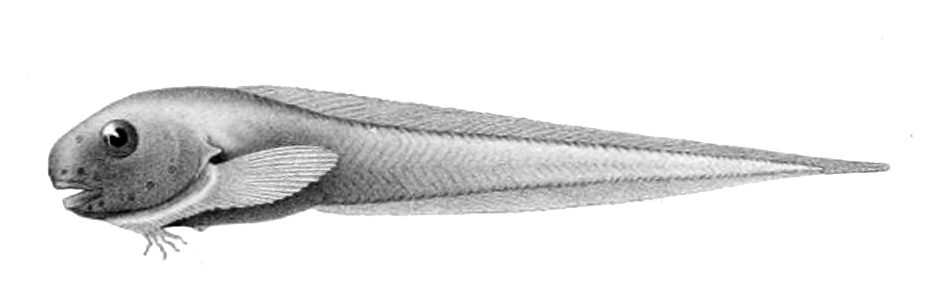
Careproctus reinhardti

Careproctus és un gènere de peixos pertanyent a la família dels lipàrids.

## Descripció
- Presenten un parell de narius.
- Aletes pectorals amb lòbul inferior desenvolupat o sense.
- Presència d'un disc de succió ventral.[2]

## Alimentació
Es nodreixen d'invertebrats bentònics i pelàgics i, possiblement també, de peixets.

## Hàbitat
Són peixos bentònics o bentopelàgics que viuen entre 15 i 7.000 m de fondària.

## Taxonomia
- Careproctus abbreviatus (Burke, 1930)[3]
- Careproctus acaecus (Andriàixev, 1991)[4]
- Careproctus acanthodes (Gilbert & Burke, 1912)
- Careproctus aciculipunctatus (Andriàixev & Chernova, 1997)
- Careproctus acifer (Andriàixev & Stein, 1998)
- Careproctus aculeolatus (Andriàixev, 1991)
- Careproctus albescens (Barnard, 1927)
- Careproctus ampliceps (Andriàixev & Stein, 1998)
- Careproctus armatus (Andriàixev, 1991)
- Careproctus atakamensis (Andriyashev, 1998)
- Careproctus atrans (Andriàixev, 1991)
- Careproctus attenuatus (Gilbert & Burke, 1912)
- Careproctus aureomarginatus (Andriàixev, 1991)
- Careproctus bathycoetus (Gilbert & Burke, 1912)
- Careproctus batialis (Popov, 1933)
- Careproctus bowersianus (Gilbert & Burke, 1912)
- Careproctus cactiformis (Andriàixev, 1990)
- Careproctus canus (Kido, 1985)
- Careproctus catherinae (Andriàixev & Stein, 1998)
- Careproctus colletti (Gilbert, 1896)
- Careproctus comus (Orr & Pearson Maslenikov, 2007)
- Careproctus continentalis (Andriàixev & Prirodina, 1990)
- Careproctus credispinulosus (Andriàixev & Prirodina, 1990)
- Careproctus crozetensis (Duhamel & King, 2007)
- Careproctus cryptacanthoides (Krasyukova, 1984)
- Careproctus curilanus (Gilbert & Burke, 1912)
- Careproctus cyclocephalus (Kido, 1983)
- Careproctus cypseluroides (Schmidt, 1950)
- Careproctus cypselurus (Jordan & Gilbert, 1898)
- Careproctus derjugini (Chernova, 2005)
- Careproctus discoveryae (Duhamel & King, 2007)
- Careproctus dubius (Zugmayer, 1911)
- Careproctus ectenes (Gilbert, 1896)
- Careproctus eltaninae (Andriàixev & Stein, 1998)
- Careproctus falklandicus (Lönnberg, 1905)
- Careproctus faunus (Orr & Pearson Maslenikov, 2007)
- Careproctus fedorovi (Andriàixev & Stein, 1998)
- Careproctus filamentosus (Stein, 1978)
- Careproctus furcellus (Gilbert & Burke, 1912)
- Careproctus georgianus (Lönnberg, 1905)
- Careproctus gilberti (Burke, 1912)
- Careproctus guillemi (Matallanas, 1998)
- Careproctus herwigi (Andriàixev, 1991)
- Careproctus homopterus (Gilbert & Burke, 1912)
- Careproctus hyaleius (Geistdoerfer, 1994)
- Careproctus improvisus (Andriàixev & Stein, 1998)
- Careproctus inflexidens (Andriàixev & Stein, 1998)
- Careproctus kidoi (Knudsen & Møller, 2008)
- Careproctus knipowitschi (Chernova, 2005)
- Careproctus lacmi (Andriàixev & Stein, 1998)
- Careproctus leptorhinus (Andriàixev & Stein, 1998)
- Careproctus longifilis (Garman, 1892)
- Careproctus longipectoralis (Duhamel, 1992)
- Careproctus longipinnis (Burke, 1912)
- Careproctus macranchus (Andriàixev, 1991)
- Careproctus macrodiscus (Schmidt, 1950)
- Careproctus macrophthalmus (Chernova, 2005)
- Careproctus maculosus (Stein, 2006)
- Careproctus magellanicus (Matallanas & Pequeño, 2000)
- Careproctus marginatus (Kido, 1988)
- Careproctus mederi (Schmidt, 1916)
- Careproctus melanuroides (Schmidt, 1950)
- Careproctus melanurus (Gilbert, 1892)
- Careproctus merretti (Andriàixev & Chernova, 1988)
- Careproctus micropus (Günther, 1887)
- Careproctus microstomus (Stein, 1978)
- Careproctus minimus (Andriàixev & Stein, 1998)
- Careproctus mollis (Gilbert & Burke, 1912)
- Careproctus nigricans (Schmidt, 1950)
- Careproctus novaezelandiae (Andriàixev, 1990)
- Careproctus opisthotremus (Gilbert & Burke, 1912)
- Careproctus oregonensis (Stein, 1978)
- Careproctus ostentum (Gilbert, 1896)
- Careproctus ovigerus (Gilbert, 1896)
- Careproctus pallidus (Vaillant, 1888)
- Careproctus parini (Andriàixev & Prirodina, 1990)
- Careproctus parvidiscus (Imamura & Nobetsu, 2002)
- Careproctus parviporatus (Andriàixev & Stein, 1998)
- Careproctus patagonicus (Matallanas & Pequeño, 2000)
- Careproctus paxtoni (Stein, Chernova & Andriàixev, 2001)
- Careproctus phasma (Gilbert, 1896)
- Careproctus polarsterni (Duhamel, 1992)
- Careproctus profundicola (Duhamel, 1992)
- Careproctus pseudoprofundicola (Andriàixev & Stein, 1998)
- Careproctus pycnosoma (Gilbert & Burke, 1912)
- Careproctus ranula (Goode & Bean, 1879)
- Careproctus rastrinoides (Schmidt, 1950)
- Careproctus rastrinus (Gilbert & Burke, 1912)
- Careproctus reinhardti (Krøyer, 1862)
- Careproctus rhodomelas (Gilbert & Burke, 1912)
- Careproctus rimiventris (Andriàixev & Stein, 1998)
- Careproctus roseofuscus (Gilbert & Burke, 1912)
- Careproctus rotundifrons (Sakurai & Shinohara, 2008)
- Careproctus sandwichensis (Andriàixev & Stein, 1998)
- Careproctus scaphopterus (Andriàixev & Stein, 1998)
- Careproctus scottae (Chapman & de Lacy, 1934)
- Careproctus segaliensis (Gilbert & Burke, 1912)
- Careproctus seraphimae (Schmidt, 1950)
- Careproctus simus (Gilbert, 1896)
- Careproctus sinensis (Gilbert & Burke, 1912)
- Careproctus smirnovi (Andriàixev, 1991)
- Careproctus solidus (Chernova, 1999)
- Careproctus spectrum (Bean, 1890)
- Careproctus steini (Andriàixev & Prirodina, 1990)
- Careproctus stigmatogenus (Stein, 2006)
- Careproctus tapirus (Chernova, 2005)
- Careproctus telescopus (Chernova, 2005)
- Careproctus trachysoma (Gilbert & Burke, 1912)
- Careproctus tricapitidens (Andriàixev & Stein, 1998)
- Careproctus vladibeckeri (Andriàixev & Stein, 1998)
- Careproctus zachirus (Kido, 1985)
- Careproctus zispi (Andriàixev & Stein, 1998)[5][6][7][8][9]